# 티아레주

티아레주

티아레주(아랍어: ولاية تيارت)는 알제리 북부에 위치한 주로, 주도는 티아레이며 면적은 20,673km2, 인구는 842,060명(2008년 기준)이다.